# Sociedade dos Meninos Gênios
Sociedade dos Meninos Gênios (no original em inglês: All Men of Genius) é um livro de ficção escrito pelo autor norte-americano Lev A.C. Rosen, e publicado no Brasil pela editora Novo Conceito em 2014. Foi inspirado em clássicos como Noite de reis, de Shakespeare, e A importância de ser honesto, de Oscar Wilde.

## Sinopse
Chantagem, mistério, confusões de gênero e ciência maluca: mergulhe na trajetória de Violet Adams, uma menina muito à frente do seu tempo. Ela deseja estudar na renomada Universidade de Illyria, frequentada por jovens geniais. Muito rígida, bem de acordo com os costumes de Londres no século 19, a escola aceita somente alunos do sexo masculino. Violet tem a grande oportunidade de ingressar em Illyria quando seu pai, um astrônomo viúvo, parte para uma convenção científica na América. Ela resolve então se disfarçar de menino, trocando de lugar com seu irmão gêmeo, Ashton, e se inscrever na respeitável instituição.
Manter segredo sobre sua identidade não vai ser fácil, especialmente quando a jovem protegida do duque, Cecily, começa a desenvolver sentimentos pelo alter ego de Violet, acreditando que ela é um menino. Tudo fica ainda mais complicado quando Violet passa a ser vítima de chantagem e a ser atacada por misteriosos autômatos assassinos. Sem contar que a pulsação de Violet acelera sempre que ela vê o jovem duque, Ernest... Violet logo percebe que o difícil não é guardar o segredo até a Feira de Ciências do final do ano, mas, principalmente, sobreviver até lá. O livro traça um retrato pitoresco e provocativo da aristocracia vitoriana, oferecendo diversão, aventura e uma reflexão bem-humorada sobre a questão do gênero.

## Crítica
O livro já foi o mais vendido do mês na Amazon, esteve em mais de uma dúzia das listas de melhores do ano, e foi nomeado para vários prêmios.
Publisher’s Weekly declarou:
“A bem-humorada estreia de Rosen dá um toque de Steampunk no modo de vida rígido do período vitoriano, ao mesmo em que, sorrateiramente, critica os preconceitos de gênero de todos os gêneros... Robôs desativados, mecanismos misteriosos, criaturas estranhas, chantagem e uma série de personagens vívidos se somam a uma grande dose de divertimento.”
A Onion’s A.V. Club por sua vez diz: “Maliciosamente examina a psicologia e a estética por trás do ato da invenção humana”.
O livro foi também elogiado pelos autores Dan Chaon e Mary Robinette Kowal.